# Journal of Clinical Endocrinology and Metabolism
Journal of Clinical Endocrinology and Metabolism (abrégé en JCEM ou J. Clin. Endocrinol. Metab.) est une revue scientifique américaine spécialisée en biologie dans le domaine du métabolisme et surtout l'endocrinologie clinique et expérimentale humaine. Elle est publiée mensuellement en anglais par la Société américaine d'endocrinologie depuis 1941.
D'après le Journal Citation Reports, le facteur d'impact de ce journal était de 6,209 en 2014. L'actuel directeur de publication est Leonard Wartofsky.

## Historique
Au cours de son histoire, le journal a changé de nom :
- Journal of Clinical Endocrinology, 1941-1951  (ISSN 0368-1610)
- Journal of Clinical Endocrinology and Metabolism, 1952-en cours  (ISSN 0021-972X)